# Edward Dando

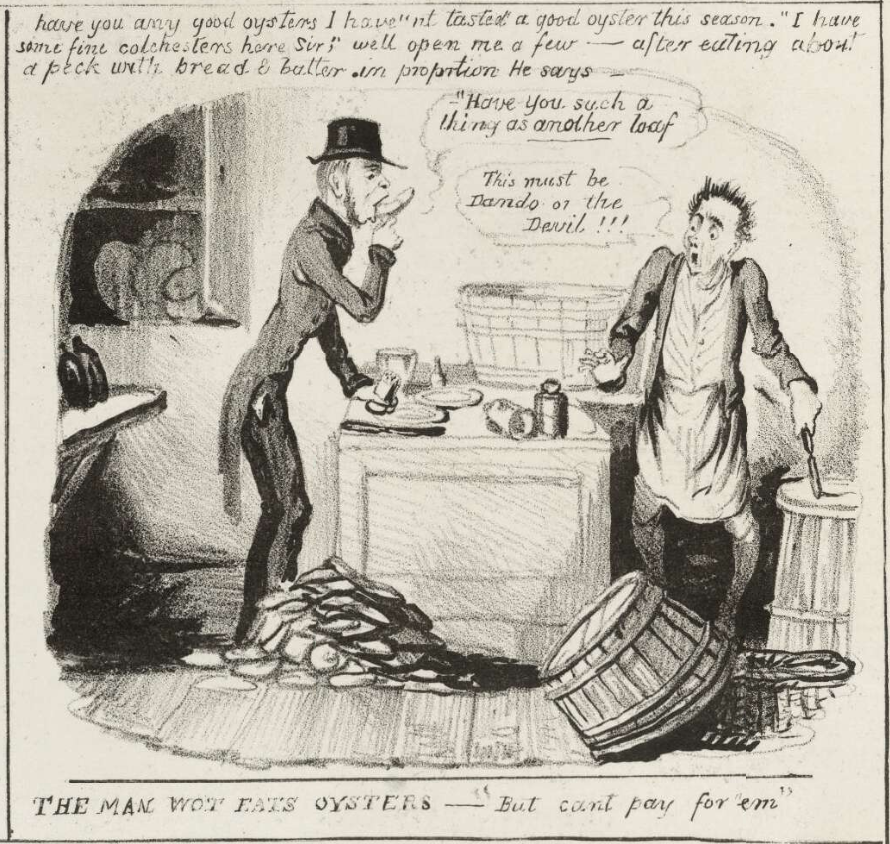
Desenho de Dando, 1830

Edward Dando (c. 1803 – 28 de agosto de 1832) foi um ladrão que chamou a atenção pública na Grã-Bretanha devido ao seu hábito incomum de comer em excesso em barracas de comida e estalagens, e depois revelar que não tinha dinheiro para pagar. Embora a comida que ele consumia fosse variada, ele tinha uma predileção por ostras, tendo uma vez comido 25 dúzias delas com um pão e meio com manteiga.
Dando começou seus furtos por volta de 1826 e foi preso pelo menos em 1828. Ele frequentemente deixava uma casa de correção e saía em um frenesi de comida no mesmo dia, sendo preso imediatamente e comparecendo ao tribunal em poucos dias, apenas para ser colocado de volta na prisão; sua defesa normal era que ele estava com fome. Em pelo menos uma ocasião, ele foi colocado em confinamento solitário depois de roubar as rações de seus companheiros de prisão. A maior parte de sua atividade foi em Londres, embora ele também tenha passado tempo em Kent, grande parte dele nas prisões do condado. Enquanto estava na Prisão de Coldbath Fields em agosto de 1832, Dando contraiu cólera—parte de uma pandemia de cólera em curso—e morreu.
Sua morte, assim como suas muitas façanhas, foi amplamente e simpaticamente relatada tanto na imprensa diária de Londres quanto em jornais locais. Seu nome entrou para o argot público como um termo para alguém que come excessivamente e não paga. Ele foi tema de inúmeros poemas e baladas. Em 1837, William Makepeace Thackeray escreveu um conto vagamente baseado em Dando; isso foi transformado em uma peça por Edward Stirling. Charles Dickens escreveu sobre Dando e o comparou a Alexandre, o Grande.

## Biografia
Há poucas informações publicadas sobre os primeiros anos de vida de Dando, embora ele tenha nascido por volta de 1803 e tenha sido um chapeleiro—possivelmente um aprendiz. Numerosas fontes indicam que seu nome era Edward Dando e sua nacionalidade, britânica, embora o British Museum o descreva como "John Dando", um americano.
Por volta de 1826, Dando começou a prática de comer e beber em diferentes vendedores de comida sem ter condições de pagar a refeição. Embora desempregado, ele recusava a ajuda para os pobres, dizendo que desprezava porque tinha "uma alma superior a isso". Dando foi preso por seus atos de roubo pelo menos em 1828. Em uma audiência no tribunal em abril de 1830, o policial que o prendeu disse que Dando havia sido preso dois anos antes depois de consumir duas canecas de chope e 0,9 kg de contrafilé com cebola e então se recusar a pagar. A prisão de Dando em abril de 1830 seguiu-se ao seu consumo de 0,79 kg de presunto e carne bovina, meio pão, sete porções de manteiga e onze xícaras de chá, totalizando 3 xelins e 6 denários, em um momento em que o salário semanal médio para trabalhadores agrícolas estava entre oito e doze xelins. O magistrado o condenou a um mês na casa de correção em Brixton, Surrey, sob a Lei da Vagrancia de 1824. Dando passou um tempo em confinamento solitário depois de roubar pão e carne de seus companheiros de prisão.
No dia de sua libertação, ele entrou em uma loja de ostras e comeu treze dúzias de ostras e meio quilo de pão, acompanhados por cinco garrafas de cerveja de gengibre—a cerveja de gengibre porque, segundo ele, ele estava com problemas de gases. Ele foi preso e compareceu ao tribunal; ele explicou que "eu estava muito faminto, Vossa Senhoria, depois de viver com uma ração de prisão por tanto tempo, e pensei em me dar o luxo de comer uma ostra". Essa foi a segunda loja de ostras que ele visitou naquele dia: na primeira, ele comeu ostras e pão no valor de 3 xelins e 6 denários; o dono da loja o chutou e o expulsou da loja. O magistrado condenou Dando a três meses de prisão e decidiu que seria na Casa de Correção de Guildford, em Surrey, que era considerada mais rigorosa do que a experiência de Dando em Brixton. Ele advertiu Dando que, se ele repetisse seu crime, enfrentaria o transporte.
As ostras eram baratas nas décadas de 1820 e 1830 e uma fonte básica de alimento para os pobres, que as compravam em bancas de ostras ou carrinhos de mão; em The Pickwick Papers (1836), Dickens faz o personagem Sam Weller dizer que "pobreza e ostras sempre parecem andar juntas", continuando "quanto mais pobre é um lugar, maior parece ser a demanda por ostras. Olha só, senhor; aqui tem uma banca de ostras a cada meia dúzia de casas. A rua está cheia delas. Bendito se eu não acho que quando um homem está muito pobre, ele sai correndo de sua moradia e come ostras com total desespero". Na década de 1830, ostras podiam ser compradas três por um centavo, ou por até 1 centavo cada. Em 1840, os londrinos consumiam 496 milhões de ostras por ano—um quarto das quais eram vendidas por vendedores de rua.
A notícia de sua próxima prisão e comparecimento ao tribunal—em agosto de 1830—foi publicada no The Times, e seguiu-se ao fato de Dando ter comido onze dúzias de ostras grandes, meio quilo de pão e onze porções de manteiga, sem conseguir pagar por elas. Sua defesa foi que ele estava com fome depois de ser libertado da prisão de Guildford naquele dia: "Estou aqui à sua mercê e preparado para sofrer o castigo que me espera, seja qual for; mas eu digo novamente, eu tenho que saciar minha fome." O magistrado não impôs uma sentença a Dando e permitiu que ele fosse embora. Fora do tribunal, o dono da banca de ostras jogou um balde de água nele e o espancou com sua bengala, "para o divertimento infinito da multidão que havia se reunido do lado de fora e que estava ciente das transgressões do prisioneiro", de acordo com o The Times.
Dando permaneceu fora da prisão até meados de setembro, quando foi novamente preso por comer ostras sem conseguir pagar por elas. O dono da loja de ostras na Vigo Street, Piccadilly, ficou desconfiado depois que Dando consumiu duas dúzias de ostras. Ela o desafiou a pagar e o entregou à polícia quando ele admitiu que não podia pagar. Dando foi novamente enviado à casa de correção.
No início de dezembro de 1830, quando ele voltou ao tribunal novamente, um jornal começou a chamá-lo de "Dando, o célebre comedor de ostras". Sua notoriedade estava se espalhando e vários vendedores de ostras e donos de lojas de alimentos estavam presentes no tribunal para vê-lo. Eles ouviram dizer que no dia seguinte à sua liberação da prisão, Dando visitou uma taverna em Knightsbridge e bebeu uma dose de conhaque no valor de seis pence com dois biscoitos Abernethy biscuits e um pint de chope. Ele não pagou e foi pego depois de fugir; ele foi levado para a delegacia de polícia, onde o dono do estabelecimento o perdoou e ele foi liberado. Ele foi para uma cafeteria onde consumiu pão, manteiga e café no valor de 1 xelim e 6 denários, e depois fugiu sem pagar. Ele foi para mais duas estalagens e bebeu dois litros de chope e 0,25 litros imperiais (0,14 L) de rum. O magistrado não teve simpatia pelos donos das estalagens e disse que eles deveriam ter pedido o dinheiro antecipadamente antes de fornecerem a comida e a bebida; Dando foi liberado.
No início de janeiro de 1831, Dando estava novamente no tribunal por não pagar pela comida—desta vez sopa e pão—e mais uma vez ele foi preso. Ele voltou ao tribunal no final de fevereiro, diante do magistrado Sir Richard Birnie. Tendo bebido dois copos de conhaque em uma casa pública na Queen Street antes de ser expulso, Dando então se dirigiu a um restaurante perto do Temple Bar. Aqui, ele comeu duas porções de carne à moda e bebeu conhaque antes que fosse estabelecido que ele não podia pagar. Antes de condená-lo a três meses de prisão, Birnie perguntou a Dando sobre suas roupas, que foram adquiridas nas prisões; para risos na corte, Dando explicou
O paletó, eu acredito, veio de Brixton; o colete ... foi me dado em um estabelecimento semelhante em Guildford; e as calças, eu sei que adquiri com muito trabalho no sua casa de correção do Middlesex. Sou grato às autoridades da Cidade pelo resto do meu guarda-roupa.
Após sua libertação, Dando foi preso novamente e cumpriu uma segunda sentença de três meses na prisão antes de ser liberado em outubro de 1831. No dia seguinte à sua libertação, ele entrou em uma loja de ostras na Long Lane, Bermondsey, e consumiu nove dúzias (108) de ostras com meio quilo de pão e manteiga. Como ele não tinha residência fixa, ele foi condenado a três meses de prisão na Casa de Correção de Guildford por vagabundagem.
Dando foi encontrado bêbado em janeiro de 1832, depois de ter sido libertado da prisão quatro dias antes. Coberto de lama e com um olho preto visível, ele foi preso por oito dias por embriaguez em público. No final de março, ele foi preso novamente, mas foi liberado. Alguns presentes no tribunal lhe deram dinheiro para contar sua história, e seu relato foi devidamente reportado na imprensa. Ele explicou que começara a viver roubando comida cerca de seis anos antes e que, se tivesse um terno respeitável, poderia se dar bem no mundo. Ele relatou que tinha recebido várias surras por suas ações, incluindo uma algumas semanas antes em Kennington que ele nunca esqueceria. Ele sofreu a punição quando comeu quatro dúzias de ostras com pão e manteiga e não conseguiu pagar; ele foi arrastado por um lago, espancado com cacetes e chutado. Ele disse que as histórias de seus extravagantes banquetes foram exageradas, e que a maior quantidade de ostras que ele já havia comido foram 25 dúzias com um pão e meio com manteiga; ele achava que poderia comer 30 dúzias de ostras. Dando acreditava que não estava fazendo nada errado em suas ações, justificando-as ao afirmar:
Recuso-me a passar fome em uma terra de abundância. Em vez disso, seguirei o exemplo dos meus superiores ao contrair dívidas sem ter os meios de pagar. Por que alguns homens vivem em grande extravagância e luxo, devem dinheiro e enganam seus credores, mas ainda assim são considerados respeitáveis e honestos. Eu só me endivido para satisfazer a ânsia da fome, e ainda assim sou desprezado e espancado.

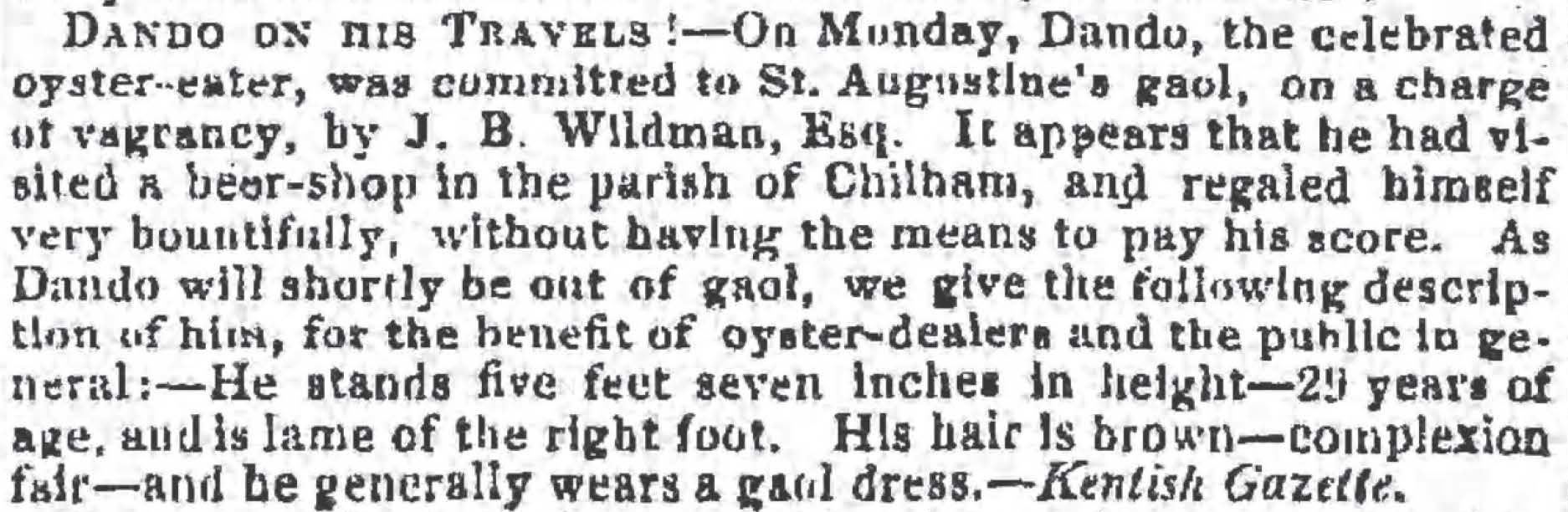
Aviso sobre Dando, publicado no The Kentish Gazette e republicado no The Observer, junho de 1832.

Em junho de 1832, Dando foi preso em Kent após beber em uma estalagem na paróquia de Chilham sem pagar; ele foi preso por vagabundagem e uma descrição dele apareceu na imprensa, descrevendo-o como tendo 1,70 m, cabelos castanhos, pele clara e mancando do pé direito.
Depois de passar um tempo em Kent, Dando retornou a Londres e, após alguns dias, foi preso e enviado para a Coldbath Fields Prison. Lá, ele contraiu cólera—parte da longa pandemia de cólera—e morreu em 28 de agosto de 1832. Seu enterro ocorreu no dia seguinte; Dickens mais tarde imaginou que Dando "foi enterrado no pátio da prisão e sua sepultura foi pavimentada com conchas de ostras". Sua morte foi noticiada na imprensa, incluindo The Times e The Observer.

## Legado cultural
As aventuras de Dando foram amplamente divulgadas na imprensa, tanto nos jornais diários de Londres quanto republicadas em jornais locais. O historiador Christopher Impey descreve muitas das reportagens como "romantizadas"; a acadêmica Ann Featherstone considera o tom delas como "meio divertido, meio surpreso". Featherstone acredita que Dando "tinha um espírito aguçado e um jeito descontraído e fornecia aos repórteres citações marcantes", o que contribuía para o tom simpático das matérias, e sua "audácia [que] despertava uma admiração furtiva dos jornalistas mais cínicos".

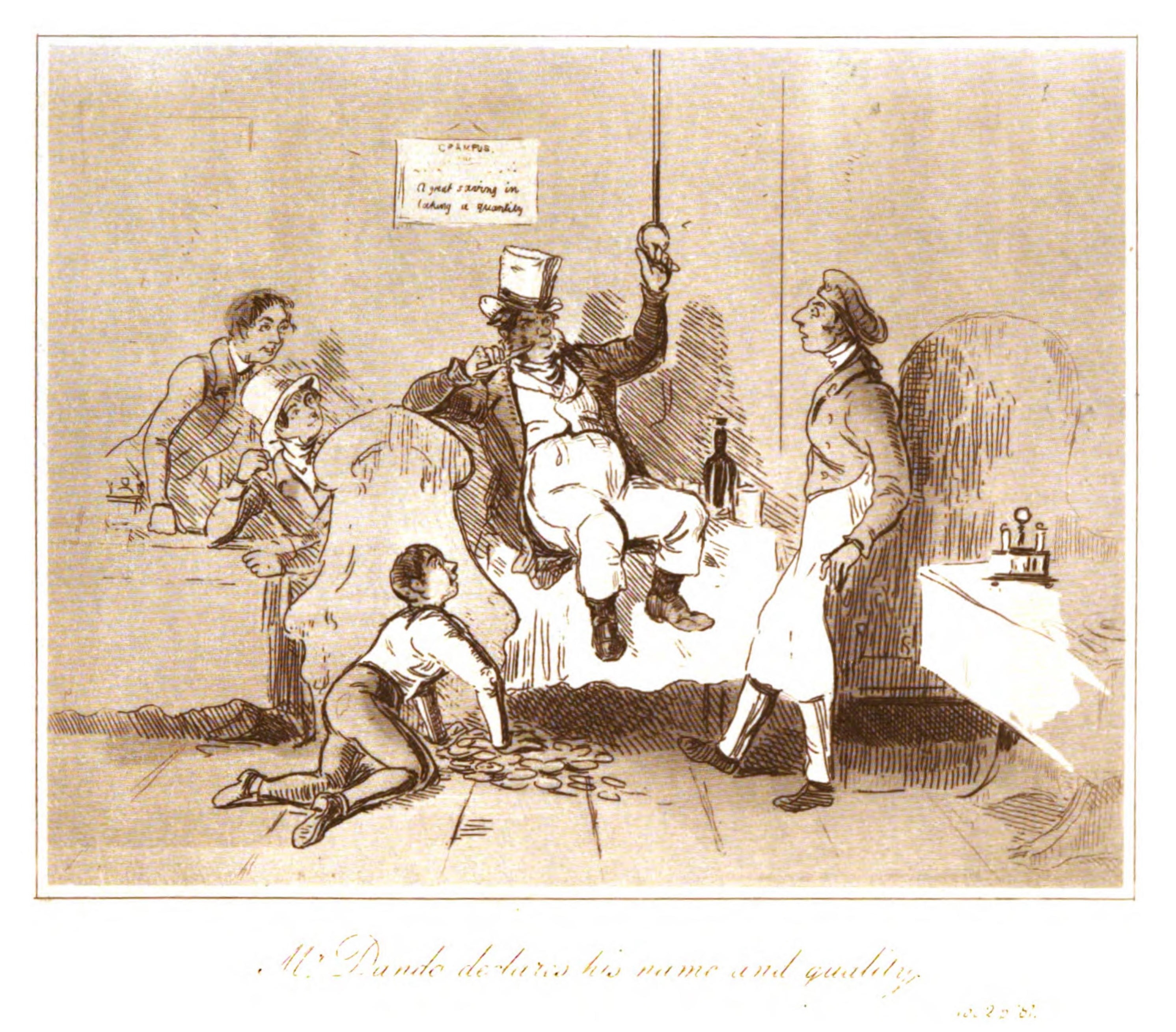
Dando, conforme percebido por William Makepeace Thackeray em seu conto "The Professor"

Além dos elogios e obituários nos jornais, em sua maioria humorísticos ou espirituosos, após a morte de Dando houve inúmeros poemas e baladas de rua escritos sobre ele, além de várias caricaturas. Entre as baladas publicadas estava "The Life and Death of Dando, the Celebrated Oyster Glutton" por James Catnach:
Um dia, ele se aproximou de uma barraca de ostras.

Para punir os nativos, grandes e pequenos;

Apenas trinta dúzias ele conseguiu devorar,

Com pães de dez centavos - que apetite!

Mas quando ele terminou, sem dizer adeus,

Ele partiu, livre como um passarinho;

Ele devorou as ostras e deixou as cascas —

Dando, o homem extravagante e cheio de marra.— James Catnach, "A vida e a morte de Dando, o celebrado glutão de ostras"
Em 1837, William Makepeace Thackeray escreveu "The Professor", um conto curto vagamente baseado em Dando. O conto curto foi adaptado para uma peça teatral, Dandolo; or, the Last of the Doges, por Edward Stirling em 1838, que foi encenada no City of London Theatre.
O nome de Dando entrou no argot comum como um termo para descrever alguém que come em estabelecimentos de comida e não paga. Um dicionário de gírias de 1878 descreveu um "dando" como "um grande comedor, que engana hotéis, lojas de comida, adegas de ostras, etc, de uma pessoa com esse nome que viveu muitos anos atrás e que era um comedor enorme de ostras". Em 1850, o político Whig Thomas Macaulay escreveu "Eu era um Dando em uma confeitaria, e depois em uma loja de ostras",, embora ele não tenha deixado claro se ele simplesmente comia demais ou se também não pagava. No livro "The Book of Aphorisms", publicado pelo escritor escocês Robert Macnish em 1834, Dando aparece quatro vezes, incluindo no aforismo 405, que afirma que as ostras devem ser consumidas cruas: "dependa disso, este é o método aprovado entre os gourmands. Meu lamentado amigo, o falecido Dando, nunca as engoliu de outra forma".
A acadêmica Rebecca Stott considera que Dando frequentemente é retratado "como uma espécie de herói popular, transgredindo a lei para seguir suas paixões singulares. Uma espécie de pirata comedor de ostras vivendo à margem da lei." Durante o período em que Dando estava ativo, a situação social e econômica da Grã-Bretanha estava em tumulto, com alto desemprego, pobreza e agitação civil, como os Distúrbios Swing. Featherstone, ao comentar a filosofia de Dando "Eu me recuso a passar fome em uma terra de fartura", vê o contexto dos Distúrbios Swing como pertinente ao seu estilo de vida. Em 1867, a revista literária Fraser's Magazine, inclinada ao Partido Conservador, escreveu que achava que a filosofia de Dando tinha sido plagiada pelo político conservador Benjamin Disraeli. A revista citou Dando: "as ostras foram feitas para a humanidade; não fale comigo sobre uma propriedade adquirida ao pagar por elas. Enquanto as ostras existirem, eu comerei quantas eu quiser" e comparou essa filosofia desfavoravelmente com o que eles percebiam como posições políticas flexíveis de Disraeli: "Os princípios foram feitos para a humanidade; não fale comigo sobre uma propriedade adquirida ao acreditar neles. Enquanto os princípios existirem, eu os usarei de qualquer maneira, os professarei ou os negarei, conforme eu julgar adequado."
O escritor Charles Dickens, um grande amante de ostras e da cultura das ostras, manteve uma correspondência com o educador americano Cornelius Felton. Em uma carta de julho de 1842, Dickens deu a Felton uma breve história de Dando, na qual escreveu "ele era conhecido por comer vinte dúzias de uma só vez, e teria comido quarenta, se a verdade não tivesse surgido para o comerciante". Em sua revista literária All the Year Round, Dickens comparou Dando a Alexandre, o Grande, escrevendo que "Alexandre chorou por não ter mais mundos para conquistar, e Dando morreu porque não havia mais lojas de ostras para explorar." Um escritor anônimo escolheu celebrar Dando com os versos:
Em algumas praias distantes,

Há aqueles que buscam a ostra pela pérola;

Às vezes ela traz consigo um dote inestimável—

Mas Dando só a procurava por ela mesma.— Anônimo, "Dando, o comedor de ostras"

#### Livros
- Bowley, A. L. (1900). Wages in the United Kingdom in the Nineteenth Century. Cambridge: Cambridge University Press. OCLC 906236739
- Cherrington, Ernest Hurst, ed. (1925). Standard Encyclopedia of the Alcohol Problem. Vol. I Aarau-Buckingham. Westerville, OH: American Issue Pub. Co. OCLC 935332803
- Dickens, Charles (1837). The Posthumous Papers of the Pickwick Club. London: Chapman and Hall. OCLC 28228280
- Dickens, Charles (1909).  Hogarth, Georgina; Dickens, Mamie, eds. The Letters of Charles Dickens. London: Macmillan. OCLC 4810241
- Featherstone, Ann (2013). «Dando the Oyster-Eater: The Life and Times of a Bouncing, Seedy Swell on a Bilking Spree». In:  Bradshaw, Ross. Crime Kindle ed. Nottingham: Five Leaves. Location 1448–1552. ISBN 978-1-9078-6998-3
- Freeman, Sarah (1989). Mutton and Oysters: The Victorians and Their Food. London: Gollancz. ISBN 978-0-575-03151-7
- Harden, Edgar F. (1998). Thackeray the Writer: From Journalism to Vanity Fair. Basingstoke, Hampshire: Palgrave. ISBN 978-0-3337-1045-6
- Hindley, Charles (1878). The Life and Times of James Catnach (late of the Seven Dials), Ballad Monger. London: Reeves and Turner. OCLC 1114759603
- Hodgson, Orlando (1887). The Free & Easy, or Convivial Songster. London: O. Hodgson. OCLC 1057729150
- Hotten, John Camden (1874). The Slang Dictionary: Etymological, Historical and Anecdotal. London: Chatto and Windus. OCLC 669684221
- Impey, Christopher (2019). The House on the Hill. Brixton: London's Oldest Prison. London: Tangerine Press. ISBN 978-1-9106-9142-7
- Macaulay, Thomas (1878).  Trevelyan, George, ed. The Life and Letters of Lord Macaulay (PDF). 2. London: Longmans, Green & Co. OCLC 984715856
- Macnish, Robert (1834). The Book of Aphorisms. Glasgow: W. R. McPhun. OCLC 1190970981
- Neild, Robert (1995). The English, the French and the Oyster. London: Quiller Press. ISBN 978-1-8991-6312-0 Texto "CITEREFNeild1995" ignorado (ajuda)
- Richardson, Albert Edward (2008) [1931]. Georgian England: a Survey of Social Life Trades, Industries & Art From 1700 to 1820. London: JM Classic Editions. ISBN 978-1-906600-00-6
- Schlicke, Paul, ed. (2011). The Oxford Companion to Charles Dickens. Oxford: Oxford University Press. ISBN 978-0-1996-4018-8
- Smith, Edward (2013). Foods. London: Routledge. ISBN 978-1-136-21563-6
- Stirling, Edward (1838). Dandolo; or, the Last of the Doges: An Original Farce in One Act. London: W. Strange. OCLC 9241894
- Stott, Rebecca (2004). Oyster. London: Reaktion Books. ISBN 978-1-8618-9221-8
- Taverner, Charlie (2023). Street Food: Hawkers and the History of London. Oxford: Oxford University Press. ISBN 978-0-1928-4694-5

#### Jornais e revistas
- «The Conservative transformation». Fraser's Magazine. 76 (455). London: Longmans, Green & Co. Novembro de 1867. pp. 654–669
- Dickens, Charles (16 de março de 1861). «Oysters». All the Year Round. 4 (99). London: Chapman & Hall. pp. 541–547
- «Dando, the oyster-eater». Blackwood's Edinburgh Magazine. 88 (541). Edinburgh: W. Blackwood. Novembro de 1860. pp. 613–615

#### Notícias
- «Astonishing the natives». John Bull. 19 de setembro de 1830. p. 298
- «Bow Street». Morning Advertiser. 25 de fevereiro de 1831. p. 4
- «Caution to shell fish dealers, publicans &c.—Dando, the oyster-eater—abroad». The Observer. 24 de junho de 1832. p. 1
- «Death of Dando, the notorious oyster-eater». The Times. 31 de agosto de 1832. p. 2
- «Death of the renowned gourmand, Dando». The Observer. 2 de setembro de 1832. p. 2
- «The Gourmand». Morning Advertiser. 5 de janeiro de 1831. p. 4
- «Life of Dando». The Ballot. 1 de abril de 1832. p. 4
- «Police». The Morning Gazette. 16 de abril de 1830. p. 3
- «Police». Morning Advertiser. 14 de setembro de 1830. p. 4
- «Police». Morning Advertiser. 6 de outubro de 1831. p. 4
- «Police Intelligence». Morning Post. 27 de janeiro de 1832. p. 4
- «Queen Square—A night's adventure of Master Dando, the celebrated oyster eater». Morning Advertiser. 6 de dezembro de 1830. p. 4
- «Union Hall». John Bull. 24 de maio de 1830. p. 163
- «Union Hall». The Times. 20 de agosto de 1830. p. 4
- «Union Hall—A Glutton». The Morning Advertiser. 18 de maio de 1830. p. 4
- «Sem título». The Observer. 27 de fevereiro de 1831. p. 3
- «Sem título». The Times. 25 de junho de 1832. p. 5

#### Websites
- Clark, Gregory (2023). «The Annual RPI and Average Earnings for Britain, 1209 to Present (New Series)». MeasuringWorth. Consultado em 22 de fevereiro de 2023. Cópia arquivada em 1 de abril de 2023
- «Dando, the oyster-eater». Digital Victorian Periodical Poetry. University of Victoria. Consultado em 19 de fevereiro de 2023. Cópia arquivada em 12 de junho de 2023
- «John Dando». British Museum. Consultado em 10 de fevereiro de 2023. Cópia arquivada em 17 de junho de 2021
- Matthewman, Scott (15 de julho de 2021). «Luke Wright: The Ballad Seller». The Reviews Hub. Consultado em 5 de fevereiro de 2023. Cópia arquivada em 5 de fevereiro de 2023